# Robert Barbault
Pour les articles homonymes, voir Barbault.
Robert Barbault, né le 24 janvier 1943 à Paris 2e et mort le 12 décembre 2013 à Paris 5e,, est un biologiste, spécialiste de la biologie des populations et de l'écologie, en particulier sur la dynamique des populations de vertébrés et l'organisation des peuplements. C'est un des pionniers en France de l'approche systémique de la biodiversité, avec une volonté d'application en matière de Biologie de la conservation.

## Fonctions
Spécialiste reconnu de la biodiversité, il fut professeur à l'Université Paris VI et a dirigé l'Institut fédératif d'écologie fondamentale et appliquée, qui fédère huit équipes de recherche de l'Université et du Muséum national d'histoire naturelle. Membre du Comité Écologie et Gestion du patrimoine Naturel du ministère de l'Écologie, il fut aussi membre de l'UPMC et du CNRS, et directeur du Département Écologie et Gestion de la Biodiversité du Muséum national d'histoire naturelle (MNHN) de Paris.  Il a été membre du Conseil supérieur du patrimoine naturel et de la biodiversité (CSPNB) à partir de 2005 et membre du conseil scientifique de CDC Biodiversité à partir de 2008.
Il a également été directeur de l'école doctorale Diversité du Vivant et correspondant et président du Comité français du programme Man and Biosphere (MAB) ou l'Homme et la Biosphère de l'UNESCO. Il a présidé le conseil scientifique du Cemagref après avoir été directeur scientifique adjoint du Département des Sciences de la Vie du CNRS et le conseil scientifique de Parcs nationaux de France.

## Publications récentes
- Des baleines, des bactéries et des hommes, éd. Odile Jacob (étude) 03/1994
- Un éléphant dans un jeu de quilles   - L'homme et la biodiversité, Ed. Seuil (essai) 01/2006
- Écologie générale : structure et fonctionnement de la biosphère, Johannesburg 2002. Quels enjeux ? Quelle contribution des scientifiques? (avec A. Cornet, J. Jouzel, G. Mégie, I. Sachs et J. Weber)
- Pour que la Terre reste humaine (avec N. Hulot et D. Bourg).
- Biodiversité et crise de croissance des sociétés humaines : l’horizon 2010 (écrit avec Bernard Chevassus-au-Louis)
- Quelle politique de conservation
- Que décider ? Comment ? Vers une stratégie nationale de recherche sur la biodiversité pour un développement durable (pdf - 236ko)
(écrit avec Bernard Chevassus-au-Louis et Patrick Blandin).
- « La biodiversité, concept écologique et affaire planétaire »(Archive.org • Wikiwix • Archive.is • Google • Que faire ?), Regard sur la biodiversité publié le 1er septembre 2010.
- Avec Jacques Weber, La vie, quelle entreprise ! pour une révolution écologique de l'économie, éditions du Seuil, septembre 2010
- Au nom du vivant. Plaidoyer pour réconcilier l’homme et la nature, Buchet/Chastel, octobre 2014

En 2012, Robert Barbault publie une préface et un prolongement sur la biodiversité intitulé Pour que nature vive qui sont intégrés à la réédition de l'ouvrage de Jean Dorst Avant que nature meure, datant lui de 1965.

## Distinctions honorifiques
- Il a reçu le prix Pouchard de l'Académie des sciences (1983), est chevalier de l'ordre national du Mérite et de l'ordre du mérite agricole et membre de l’Academia Europaea.
- « Prix du livre environnement » (2006) de la Fondation Veolia pour son livre Un éléphant dans un jeu de quilles
- Prix Jean-Rostand 2006 également pour son livre Un éléphant dans un jeu de quilles.
- Grand prix de la Société française d'écologie conjointement avec Bernard Delay le 4 septembre 2010 pour « l'ensemble de leurs travaux et le rôle qu'ils jouent pour la promotion des sciences de l'écologie »[3],[4].